# Maslinjak (Radelj)
Koordinati:   43°50′13″N, 15°33′17″E
Maslinjak je majhen nenaseljen otoček v Jadranskem morju. Pripada Hrvaški.
Otoček leži okoli 0,8 km jugozahodno od otčka Radelj, ter okoli 1 km severozahodno od otoka Murter. Površina otočka meri 0,015 km². Dolžina obalnega pasu je 0,50 km. Najvišji vrh je visok 15 mnm. 